# Mapin Rea
Mapin Rea is een bestuurslaag in het regentschap Sumbawa van de provincie West-Nusa Tenggara, Indonesië. Mapin Rea telt 2887 inwoners (volkstelling 2010).